# موجة حر

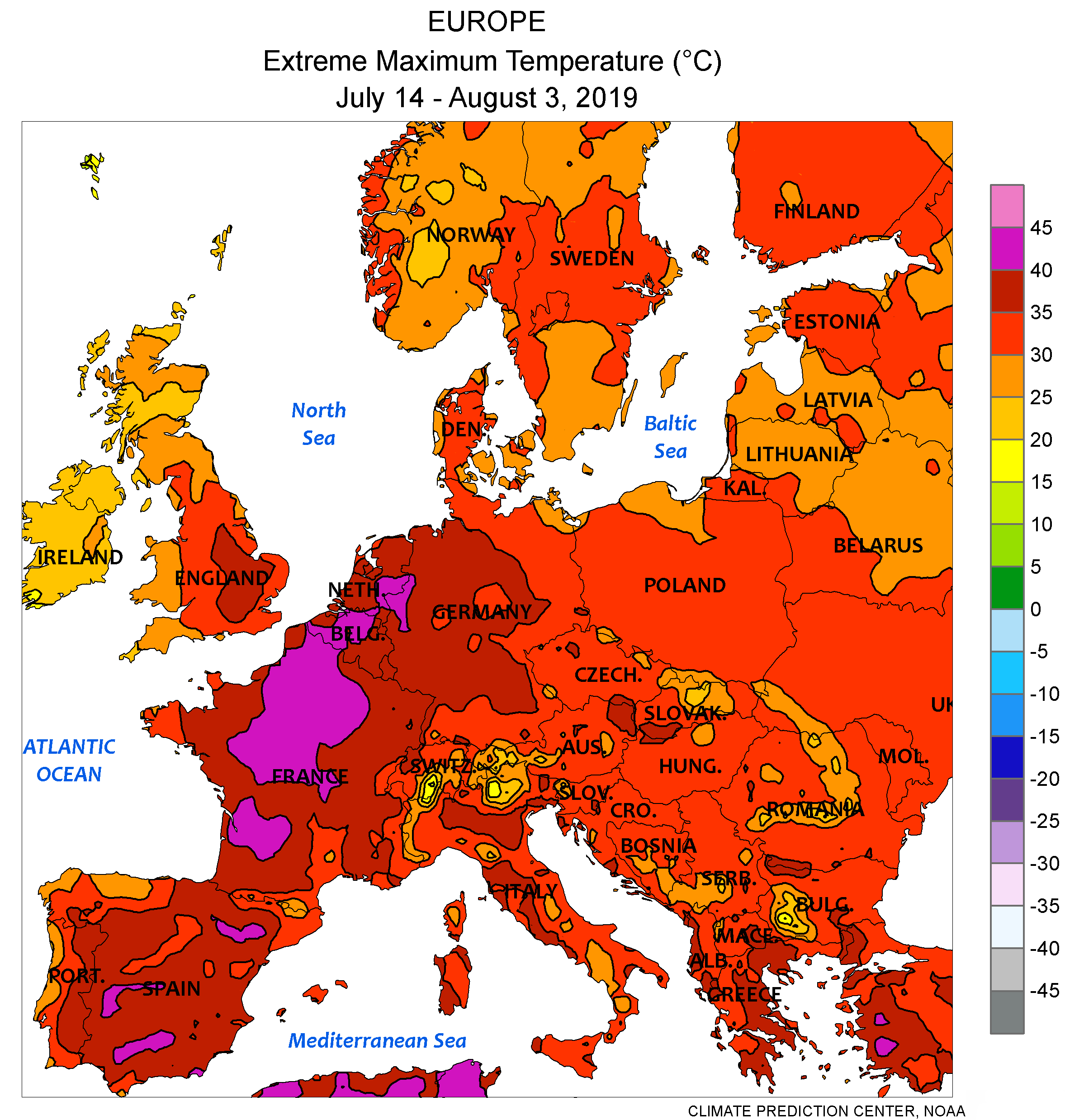
مخطط يبين ارتفاع درجة الحرارة فوق المعدل

موجة الحر أو موجات تسخين هي فترة من الطقس الحار بشكل غير طبيعي. تختلف التعريفات ولكنها متشابهة. عادة ما تقاس موجة الحر بالنسبة للمناخ المعتاد في المنطقة ودرجات الحرارة العادية للموسم. يمكن اعتبار درجات الحرارة التي يعتبرها البشر القادمون من مناخ أكثر حرارة طبيعية، بمثابة موجة حر في منطقة أكثر برودة. وسيكون هذا هو الحال إذا كانت درجات الحرارة الدافئة خارج النمط المناخي الطبيعي لتلك المنطقة. غالبًا ما تحدث الرطوبة العالية أثناء موجات الحر أيضًا. وهذا هو الحال بشكل خاص في البلدان ذات المناخ المحيطي. أصبحت موجات الحرارة أكثر تواترًا وأكثر شدة على الأرض، في كل منطقة على الأرض تقريبًا منذ الخمسينيات من القرن الماضي. تحدث موجات الحر نتيجة لتغير المناخ.
تتشكل موجات الحر عندما تشتد منطقة الضغط المرتفع في طبقات الجو العليا وتبقى فوق منطقة ما لعدة أيام تصل إلى عدة أسابيع. يحبس هذا الحرارة بالقرب من سطح الأرض. من الممكن عادة اكتشاف موجات الحرارة باستخدام أدوات التنبؤ. وهذا يسمح للسلطات بإصدار التحذيرات.
موجات الحر لها تأثير على الاقتصاد. ويمكن أن تقلل من إنتاجية العمل، وتعطل العمليات الزراعية والصناعية، وتلحق الضرر بالبنية التحتية. تسببت موجات الحر الشديدة في تلف المحاصيل بشكل كارثي ووفيات الآلاف بسبب ارتفاع الحرارة. وقد زادت من خطر حرائق الغابات في المناطق التي تعاني من الجفاف. يمكن أن تؤدي إلى انقطاع التيار الكهربائي على نطاق واسع بسبب استخدام المزيد من أجهزة تكييف الهواء. تعد موجة الحر بمثابة طقس متطرف. وقد يشكل خطرًا على صحة الإنسان، لأن الحرارة وأشعة الشمس تطغى على التنظيم الحراري لدى البشر.

## تعريفات
هناك عدة تعريفات لموجات الحرارة:
- تعرف الهيئة الحكومية الدولية المعنية بتغير المناخ موجة الحر بأنها فترة من الطقس الحار بشكل غير طبيعي، تعرف غالبًا بالإشارة إلى عتبة درجة الحرارة النسبية، وتستمر من يومين إلى أشهر.[7]
- التعريف المعتمد على مؤشر مدة الموجة الحارة هو أن الموجة الحارة تحدث عندما تتجاوز درجة الحرارة اليومية القصوى لأكثر من خمسة أيام متتالية متوسط درجة الحرارة القصوى بمقدار 5 درجات مئوية (9 درجات فهرنهايت)، والفترة العادية هي 1961-1990. ويستخدم نفس التعريف من قبل المنظمة العالمية للأرصاد الجوية.[8]
- تعريف من معجم الأرصاد الجوية هو: فترة من الطقس الحار بشكل غير طبيعي وغير مريح وعادة ما يكون رطبا.[9]

### التعاريف حسب البلد

#### أوروبا
تعرف الدنمارك موجة الحر الوطنية (hedebølge) بأنها فترة لا تقل عن 3 أيام متتالية يتجاوز فيها متوسط درجة الحرارة العليا في أكثر من نصف البلاد 28 درجة مئوية (82.4 درجة فهرنهايت). لدى المعهد الدنماركي للأرصاد الجوية أيضًا تعريف لـ موجة الدفء (varmebølge). وهو يحدد ذلك باستخدام نفس المعايير لدرجة حرارة 25 درجة مئوية (77.0 درجة فهرنهايت). تعرف السويد موجة الحر بأنها خمسة أيام متتالية على الأقل مع ارتفاع يومي يتجاوز 25 درجة مئوية (77.0 درجة فهرنهايت).
في اليونان، تعرف دائرة الأرصاد الجوية الوطنية اليونانية موجة الحر بأنها تحدث على مدار ثلاثة أيام متتالية مع درجات حرارة تبلغ 39 درجة مئوية (102 درجة فهرنهايت) أو أعلى. في نفس الفترة تكون درجة الحرارة الدنيا 26 درجة مئوية (79 درجة فهرنهايت) أو أكثر. خلال هذه الفترة إما لا توجد رياح أو رياح ضعيفة فقط. تحدث هذه الظروف في منطقة واسعة.
تعرف هولندا الموجة الحارة بأنها فترة لا تقل عن خمسة أيام متتالية تتجاوز فيها درجة الحرارة العليا في بلدة دي بيلت 25 درجة مئوية (77 درجة فهرنهايت). خلال هذه الفترة يجب أن تتجاوز درجة الحرارة العليا في دي بيلت 30 درجة مئوية (86 درجة فهرنهايت) لمدة ثلاثة أيام على الأقل. تستخدم بلجيكا أيضًا هذا التعريف للموجة الحارة مع بلدة أوكيل كنقطة مرجعية. وكذلك تفعل لوكسمبورغ.
في المملكة المتحدة، يقوم مكتب الأرصاد الجوية بتشغيل نظام مراقبة الصحة الحرارية. وهذا يضع كل منطقة سلطة محلية في واحد من المستويات الأربعة. تحدث ظروف الموجة الحارة عندما ترتفع درجة الحرارة القصوى أثناء النهار والحد الأدنى لدرجة الحرارة أثناء الليل فوق عتبة منطقة معينة. طول الفترة الزمنية فوق هذا الحد يحدد المستوى. يمثل المستوى 1 ظروف الصيف العادية. يحدث المستوى 2 عندما يكون هناك خطر بنسبة 60٪ أو أعلى بأن تكون درجة الحرارة أعلى من مستويات العتبة لمدة يومين والليلة الفاصلة. ينشأ المستوى 3 عندما تكون درجة الحرارة أعلى من العتبة لليوم والليل السابقين، وهناك احتمال بنسبة 90٪ أو أعلى أن تبقى أعلى من العتبة في اليوم التالي. يتم تشغيل المستوى 4 إذا كانت الظروف أكثر خطورة من تلك الموجودة في المستويات الثلاثة السابقة. ويؤدي كل مستوى من المستويات الثلاثة الأولى إلى ظهور حالة معينة من الاستعداد والاستجابة من جانب الخدمات الاجتماعية والصحية. المستوى 4 ينطوي على استجابة أكثر انتشارًا. تحدث عتبة الموجة الحارة عندما يكون هناك ما لا يقل عن ثلاثة أيام فوق 25 درجة مئوية (77 درجة فهرنهايت) في معظم أنحاء البلاد. لندن الكبرى لديها عتبة 28 درجة مئوية (82 درجة فهرنهايت).

#### مناطق أخرى
في الولايات المتحدة، تختلف التعريفات أيضًا حسب المنطقة. وعادة ما تنطوي على فترة لا تقل عن يومين أو أكثر من الطقس الحار المفرط. في الشمال الشرقي، تحدث موجة حارة عادة عندما تصل درجة الحرارة أو تتجاوز 90 درجة فهرنهايت (32.2 درجة مئوية) لمدة ثلاثة أيام متتالية. هذا ليس هو الحال دائمًا. وذلك لأن ارتفاع درجة الحرارة يرتبط بمستويات الرطوبة لتحديد عتبة مؤشر الحرارة. الشيء نفسه لا ينطبق على المناخات الأكثر جفافًا. العاصفة الحرارية هي مصطلح في كاليفورنيا يشير إلى موجة حر ممتدة. تحدث العواصف الحرارية عندما تصل درجة الحرارة إلى 100 درجة فهرنهايت (37.8 درجة مئوية) لمدة ثلاثة أيام متتالية أو أكثر على مساحة واسعة (عشرات الآلاف من الأميال المربعة). تصدر هيئة الأرصاد الجوية الوطنية تحذيرات بشأن الحرارة وتحذيرات من الحرارة المفرطة عندما تتوقع فترات غير عادية من الطقس الحار.
في أديليد، جنوب أستراليا، تستمر موجة الحر لمدة خمسة أيام متتالية عند أو أعلى من 35 درجة مئوية (95 درجة فهرنهايت)، أو ثلاثة أيام متتالية عند أو أكثر من 40 درجة مئوية (104 درجة فهرنهايت). يعرف المكتب الأسترالي للأرصاد الجوية موجة الحر بأنها ثلاثة أيام أو أكثر من درجات الحرارة القصوى والدنيا غير العادية. قبل هذه التوقعات التجريبية الجديدة لموجات الحر، لم يكن هناك تعريف وطني لموجات الحرارة أو مقاييس لشدة موجة الحر.